# Mousse (matière)
Pour les articles homonymes, voir Mousse.

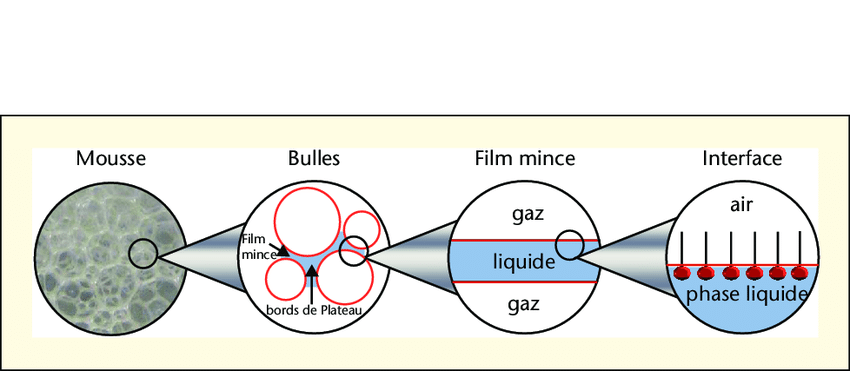
La mousse est un système de dispersion multi-échelles avec différents niveaux d'organisation.

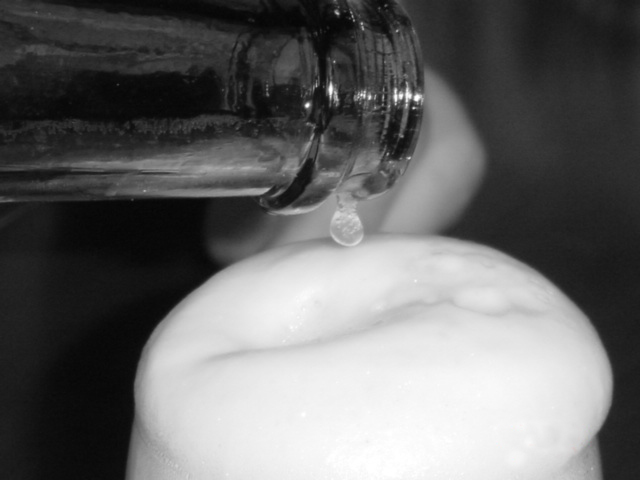
Un exemple de mousse liquide : celle de la bière.

La mousse est un milieu complexe constitué d'une matière condensée intimement mêlée à un volume supérieur de gaz (> 70 %) et néanmoins continue. Selon que la matière condensée est liquide ou solide on parle de mousse liquide ou de mousse solide.

## Mousses liquides
Une mousse liquide est constituée d'une abondance de bulles de gaz séparées par un liquide qui, lui, forme une phase continue. Dans le cas, très fréquent, où le liquide est une solution aqueuse on peut parler d'une mousse aqueuse. La mousse peut être « humide » ou « sèche » en fonction de la fraction volumique du liquide, {\displaystyle \varphi } :
- une mousse est sèche si {\displaystyle \varphi <0{,}05}. Les bulles sont alors en forme de polyèdres, séparés par de minces films de liquide ;
- une mousse est humide si {\displaystyle 0{,}05<\varphi <0,30}. Les bulles ont alors une forme arrondie. La mousse de bière est une mousse humide ;
- si {\displaystyle \varphi >0,30} ce n'est plus une mousse mais un liquide bulleux. Les bulles ont alors une forme quasi sphérique. Plus {\displaystyle \varphi } augmente, plus les bulles sont dispersées au sein du liquide.

Les films d'une mousse sèche suivent les conditions de Plateau. L’intersection de trois films constitue un bord de Plateau, quatre bords de Plateau se rejoignent au niveau d’un nœud, appelé aussi vertex. 
La phase liquide de la mousse est un réseau de bords de Plateau constitué de mini-canaux liquides. 
La mousse se forme par exemple à la surface des eaux agitées ou autres liquides.
Le gaz (souvent de l'air) est donc dispersé en nombreuses bulles (on parle de phase dispersée), tandis que le liquide est entièrement continu (on parle de phase continue).

### Drainage
Le liquide d'une mousse s’écoule entre les bulles sous l’effet de la gravité et des forces capillaires. Le drainage d'une mousse humide la transforme en mousse sèche (si les films ne se rompent point), puis assèche encore la mousse jusqu'à une certaine limite quand des tensio-actifs sont présents en solution dans le liquide, ou jusqu'à rupture des films dans le cas contraire (séparation de la mousse en deux phases continues, liquide et gaz).
La mousse est considérée dans la majorité des modèles comme un milieu poreux, constitué d’un réseau de canaux. 
En effet, le liquide circule en majorité dans le réseau de bords de Plateau et de nœuds, le liquide contenu dans les films est généralement négligé. 
Mais la mousse est un milieu poreux très particulier, les canaux sont déformables, fluides et varient en taille et en ouverture en fonction de la fraction de liquide qu’ils contiennent : la perméabilité n’est donc pas constante.
Pour observer cela, on peut réaliser l'expérience suivante :
- prendre une bouteille transparente et ajouter un peu d'eau savonneuse ;
- boucher l'ouverture avec le doigt et secouer énergiquement ; on obtient une mousse qui apparaît au premier abord blanche ;
- laisser « sécher » la mousse quelques minutes ; elle devient transparente ;
- avec le doigt, prendre une petite goutte d'eau et la poser délicatement sur la mousse sèche ; elle redevient blanche… en suivant le trajet du liquide.

La mousse a été réhydratée, les bords de Plateau se sont ouverts pour laisser passer le liquide : c'est le drainage.

### Technique d’analyse de la stabilité d'une mousse

Principe de mesure de la diffusion multiple de la lumière couplée à un balayage vertical.

La diffusion multiple de la lumière couplée à un balayage vertical est la technique la plus employée pour suivre l’état de dispersion d’un produit, et par là même identifier et quantifier les phénomènes d’instabilité,,,. Elle fonctionne avec les dispersions concentrées, sans dilution. Quand la lumière est envoyée dans l’échantillon, elle est rétrodiffusée par les bulles. L’intensité rétrodiffusée est directement proportionnelle à la taille et à la fraction volumique de la phase dispersée. Ainsi, les variations locales de concentration (drainage, synérèse) et les variations globales de la taille (mûrissement, coalescence) sont détectées et suivies.

### Méthodes d’accélération pour la prédiction de la durée de vie
Le processus cinétique de déstabilisation peut prendre du temps (jusqu’à plusieurs mois, voire plusieurs années pour certains produits) et ainsi, le formulateur doit utiliser des méthodes d’accélération, afin d’obtenir des durées de développement acceptables. Les méthodes thermiques sont les plus employées et consistent à augmenter la température afin d’accélérer les déstabilisations (en restant en deçà des températures critiques d’inversion de phase et de dégradations chimiques). La température n’affecte pas seulement la viscosité, mais également la tension interfaciale dans le cas des tensioactifs non-ioniques et plus généralement les forces d’interactions à l’intérieur du système. En stockant la dispersion à hautes températures, on simule les conditions de vie réelles d’un produit (par exemple un tube de crème solaire dans une voiture en été), mais également on accélère les processus de déstabilisation jusqu’à 200 fois.

### Exemples
L'écume de mer, de rivière au pied d'une cascade ou après des crues, ou l'écume de cuisine sont des exemples de mousse liquide résultant du brassage de l'eau. Les premières sont issues d'une pollution ou de la décomposition bactérienne de matière organique issue des végétaux, certains composants organiques formant des tensioactifs qui stabilisent la mousse. La seconde provient de la formation d'agents moussants (protéines dénaturées telles que la caséine du lait, l'albumine de la viande) extraits d'aliments par traitement thermique,.

## Mousses solides

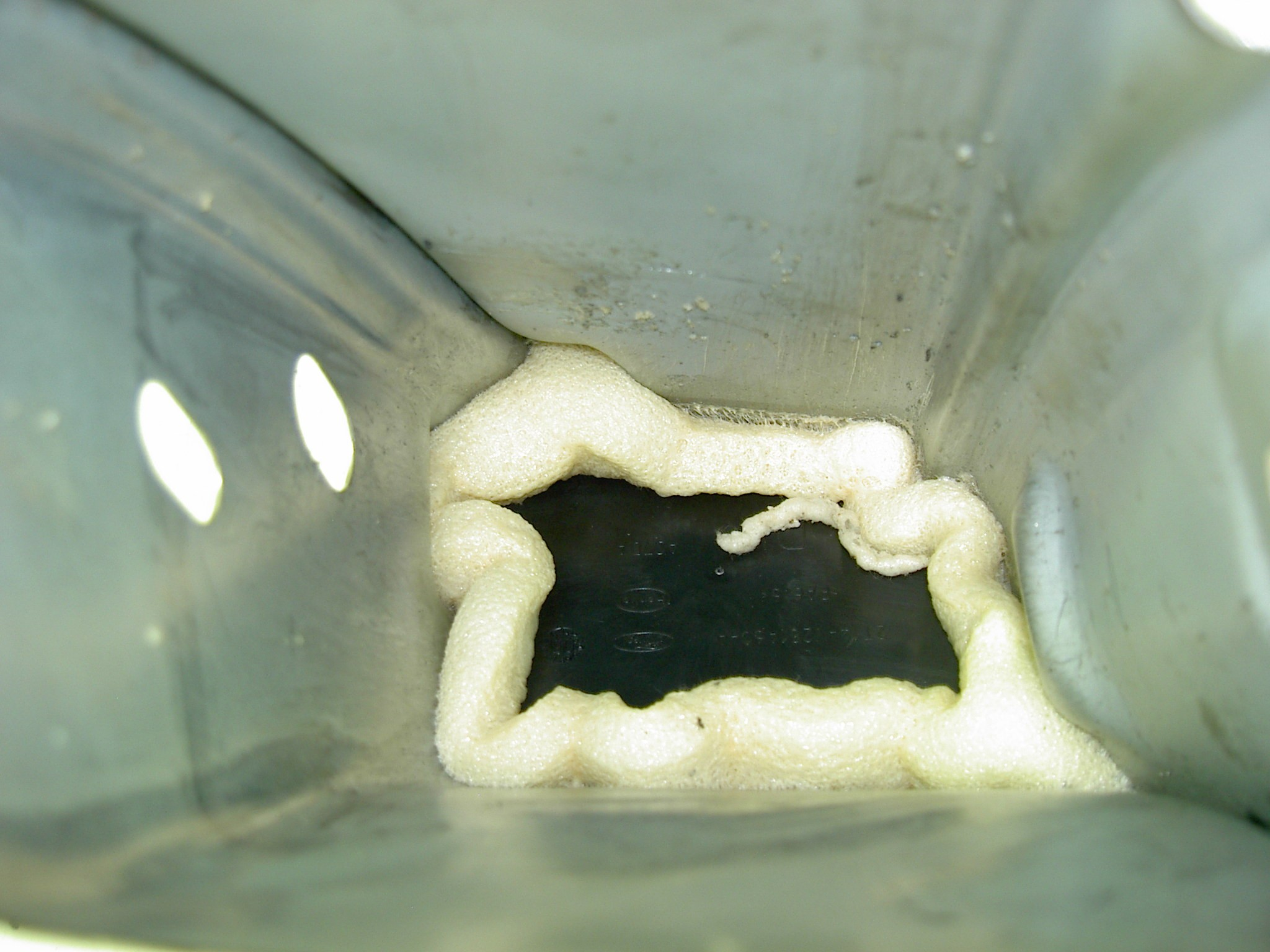
Insert gonflant de corps creux en automobile.

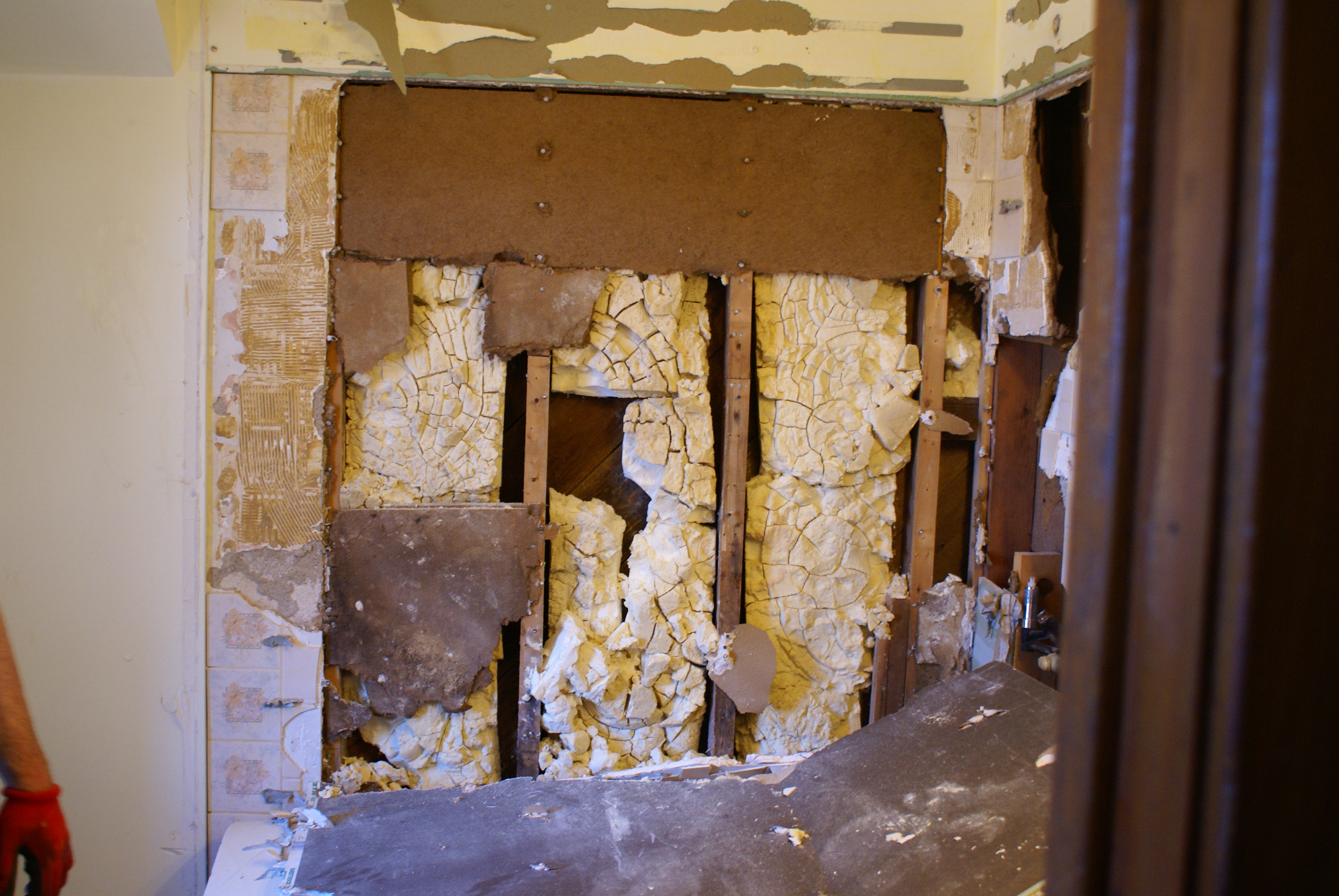
Ancienne mousse isolante expansée (Urée-formaldéhyde) exposée à l'occasion de la rénovation d'une salle de bain (2012)

Une mousse solide provient d'une mousse liquide (plus ou moins visqueuse) par solidification du liquide. Celle-ci peut être obtenue par différentes voies selon la nature du liquide : solidification (par exemple au cours d'une trempe thermique), polymérisation ou gélification.
Une mousse solide peut être « ouverte » ou « fermée ». Elle est :
- ouverte si suffisamment de films solides sont brisés, permettant une certaine circulation du gaz à travers la mousse (percolation) ;
- fermée si suffisamment de films solides sont intacts, empêchant toute circulation du gaz à travers la mousse.

### Exemples
Le pain est une mousse solide, la pâte s'étant solidifiée pendant la cuisson. La mie de la plupart des pains est une mousse ouverte et sèche assez vite, car l'air circule en son sein. La mie de certains pains est toutefois une mousse fermée : ces pains sèchent beaucoup moins vite, même une fois entamés.
Les réticulites sont des mousses solides émises occasionnellement par certains volcans. Elles sont ouvertes : posées sur l'eau elles ne flottent pas mais coulent, l'eau remplaçant rapidement le gaz.
Les mousses synthétiques sont très répandues. Les éponges, utilisées pour le nettoyage, sont des mousses ouvertes. Beaucoup d'autres mousses sont fermées et ont alors des propriétés isolantes (thermiquement et acoustiquement) ; elles sont généralement faites d'un polymère, tel que :
- le polypropylène, expansé en mousse, dite EPP, pour expanded polypropylene ;
- le polyuréthane, transformées mousse de polyuréthane ;
- l'urée-formaldéhyde (mousse isolante d'urée-formaldéhyde) ;
- le polyisocyanurate (PIR) ;
- le phénol-formaldéhyde, utilisé pour fabriquer la mousse résolique ;
- le polystyrène :
  - expansé (EPS, pour expanded polystyrene),
  - ou extrudé (XPS, pour extruded polystyrene), comme le Styrofoam.

La partie solide peut être aussi du béton (béton cellulaire durci en autoclave, béton mousse et béton caverneux), du verre (verre cellulaire), du métal (mousse métallique) ou de la céramique (mousse céramique).

## Les mousses dans la culture
- Dans la mythologie grecque, la déesse Aphrodite naît de la mousse (ἀφρός / aphros) issue du sexe d'Ouranos, tranché par Cronos.
- Dans le Mahabharata, le dieu Indra promet de ne tuer le démon Namuchi, ni de jour ni de nuit, ni avec du sec ni avec du mouillé. Alors il le tue au crépuscule avec de la mousse[11].
- Dans la Chine de la mythique dynastie Xia, un empereur apprivoise deux dragons en enfermant la mousse de leurs gueules dans un coffre, mais 2 000 ans plus tard le coffre est ouvert : la mousse s'en échappe et se transforme en un nouveau dragon[11].

## Galerie d'images

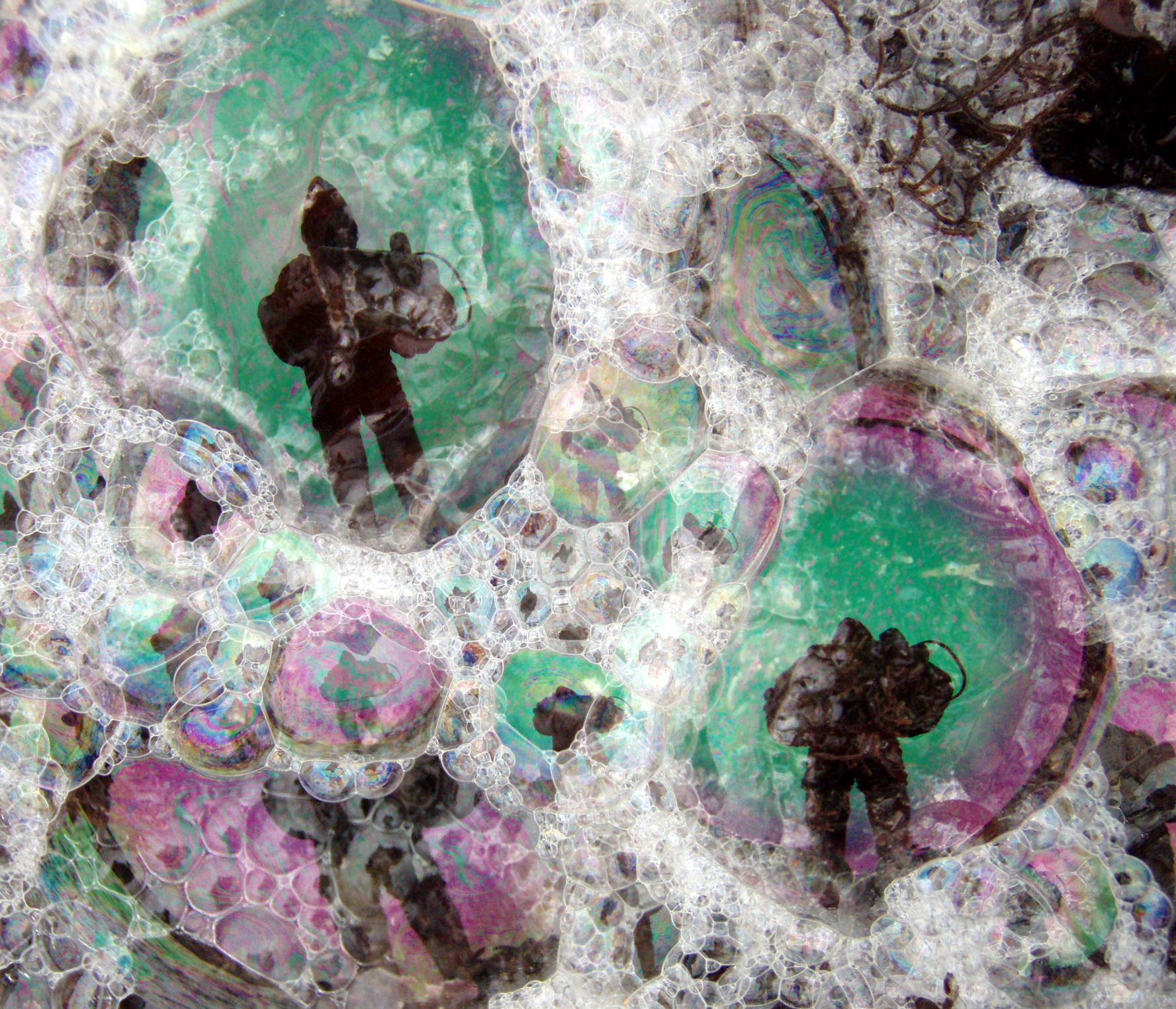
Mousse de mer (décomposition du plancton)
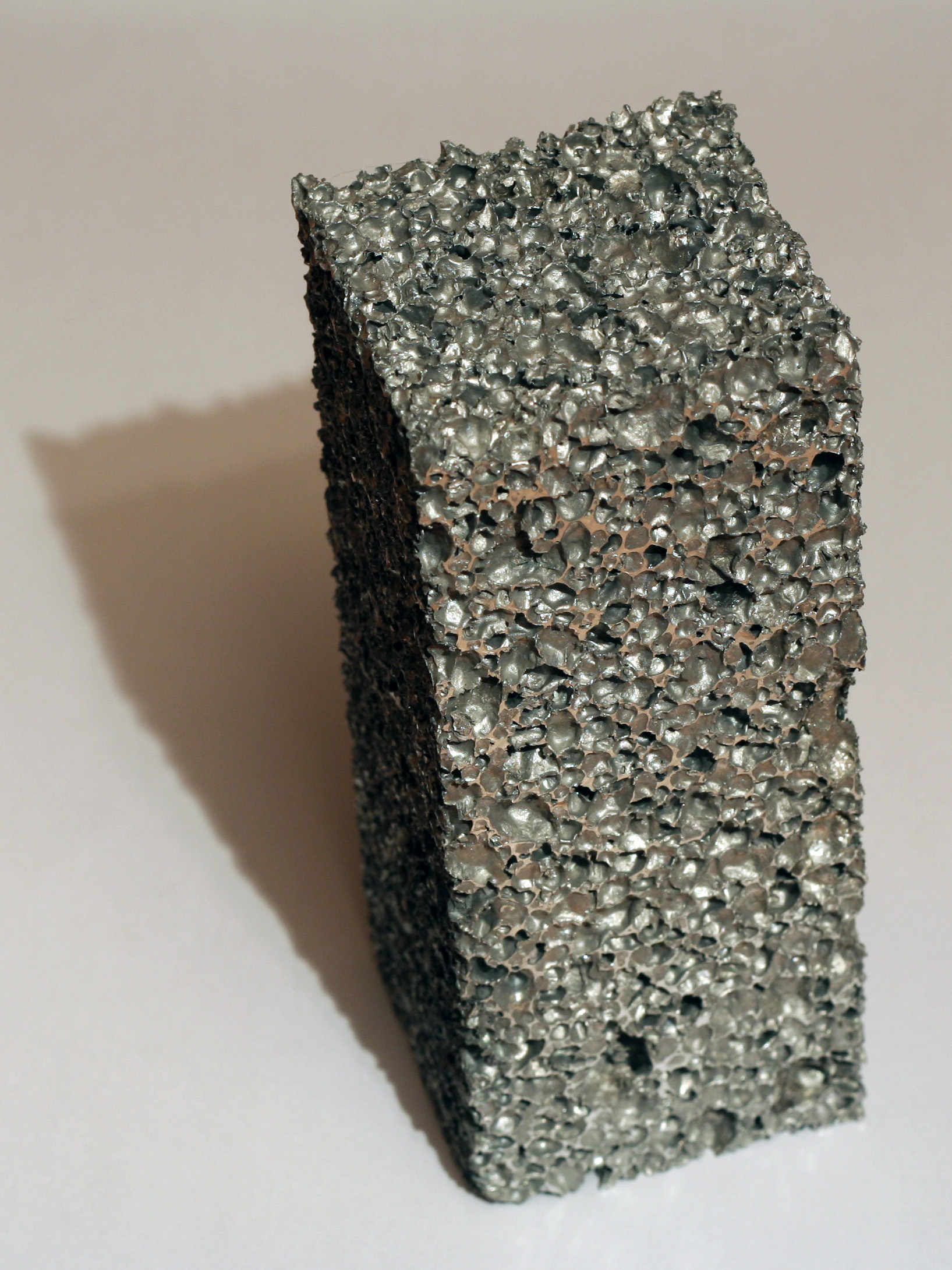
mousse métallique d'aluminium
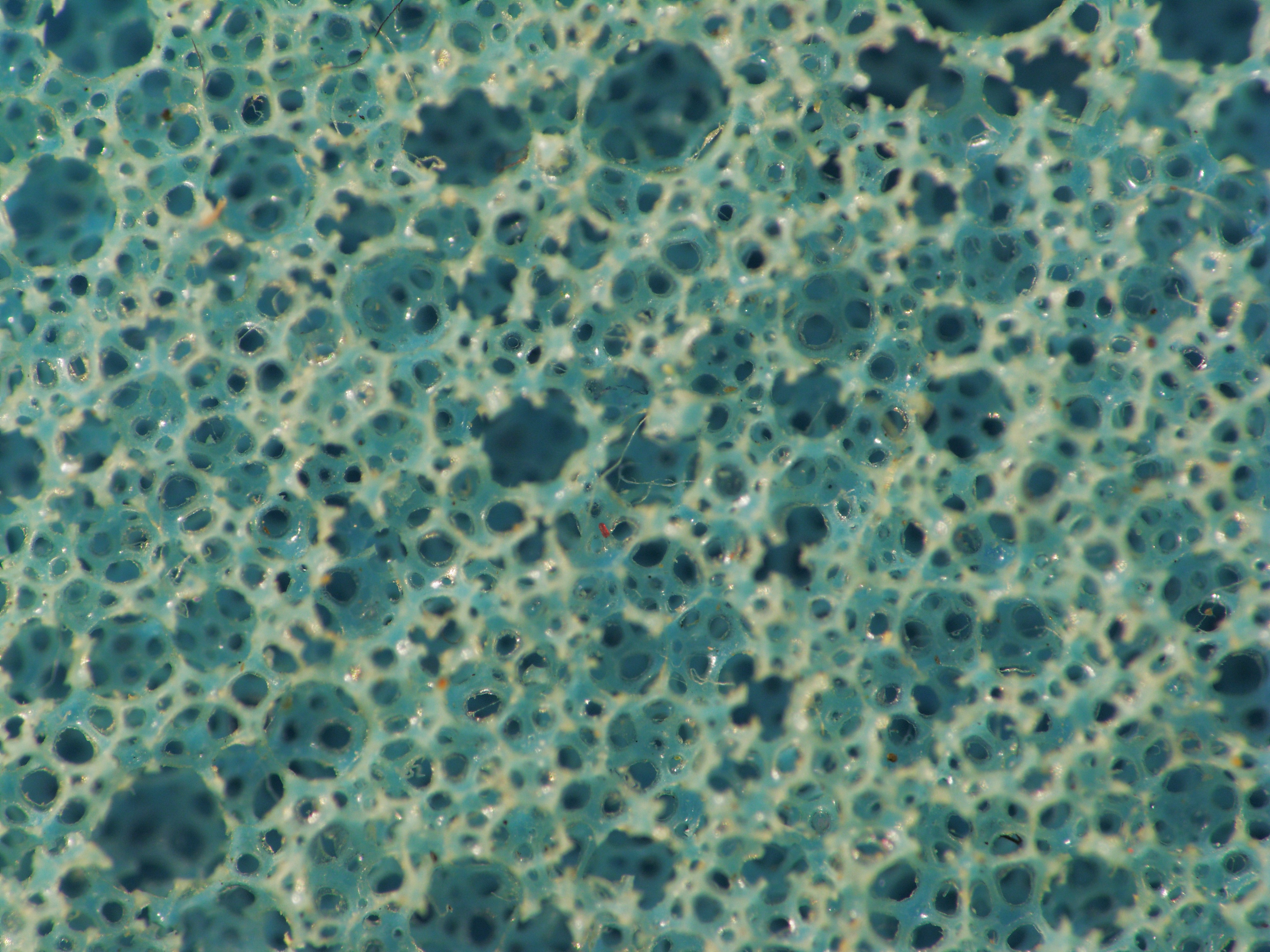
Mousse à mémoire de forme (Micrographie)
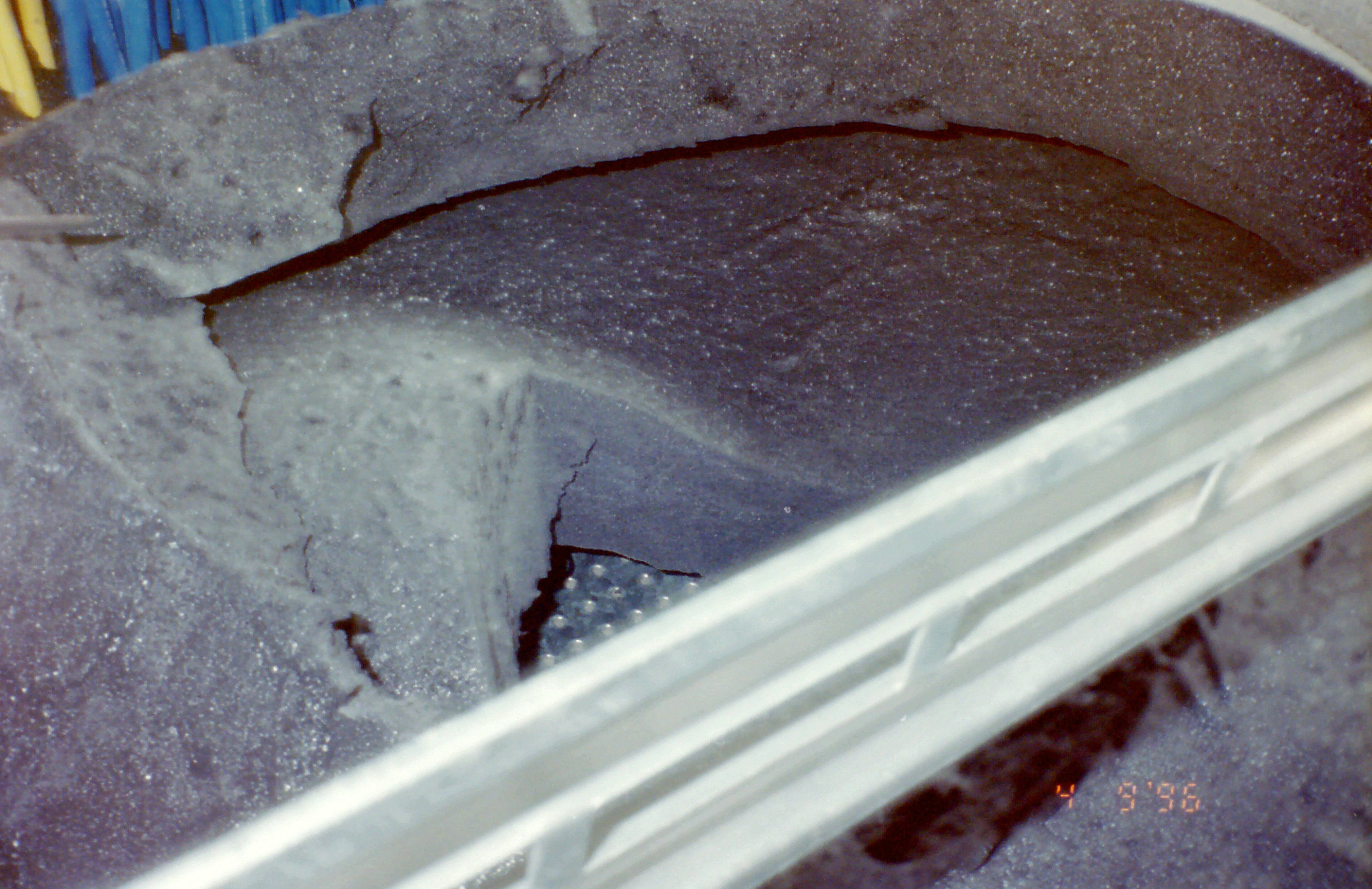
Mousse de Silicone anti feu
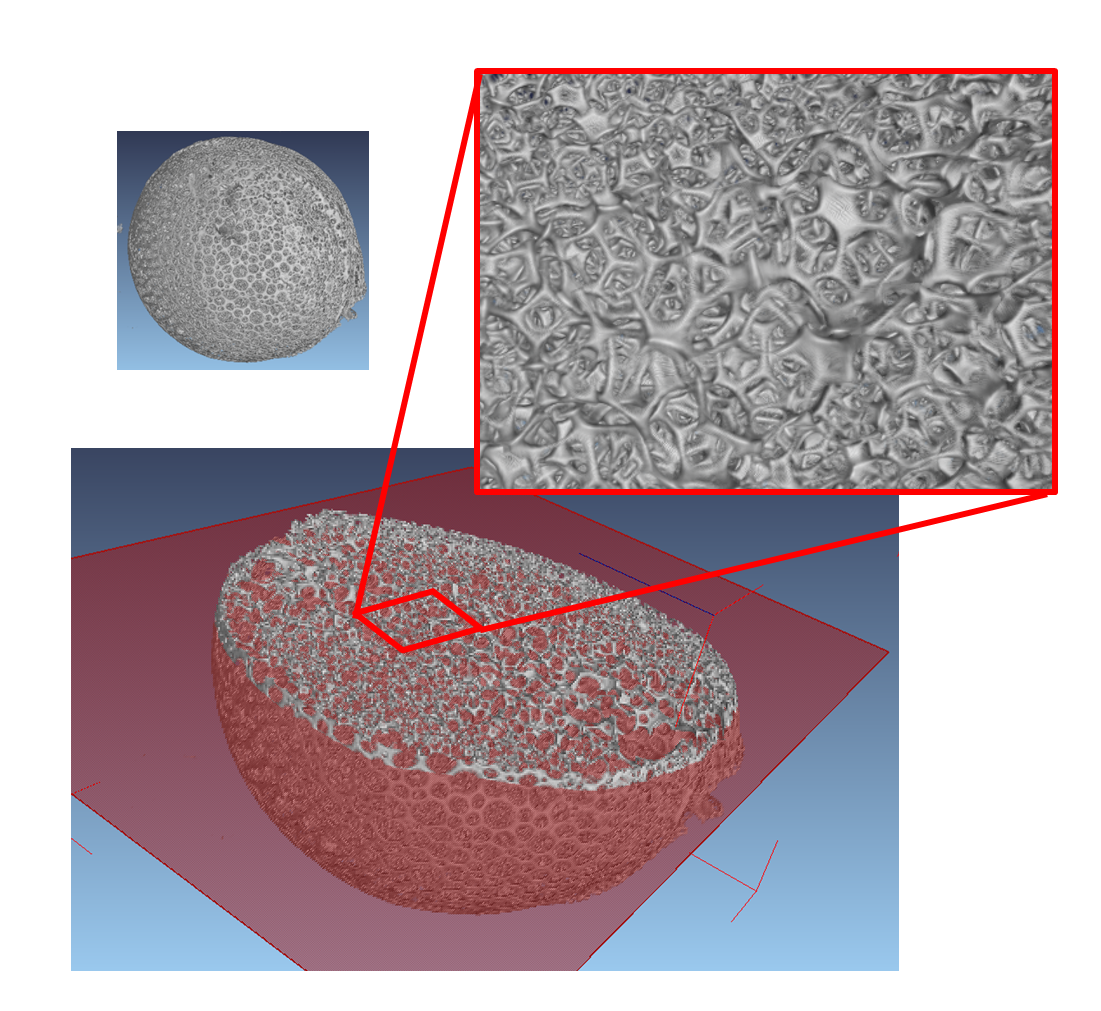
balle demousse Industrial CT scanning
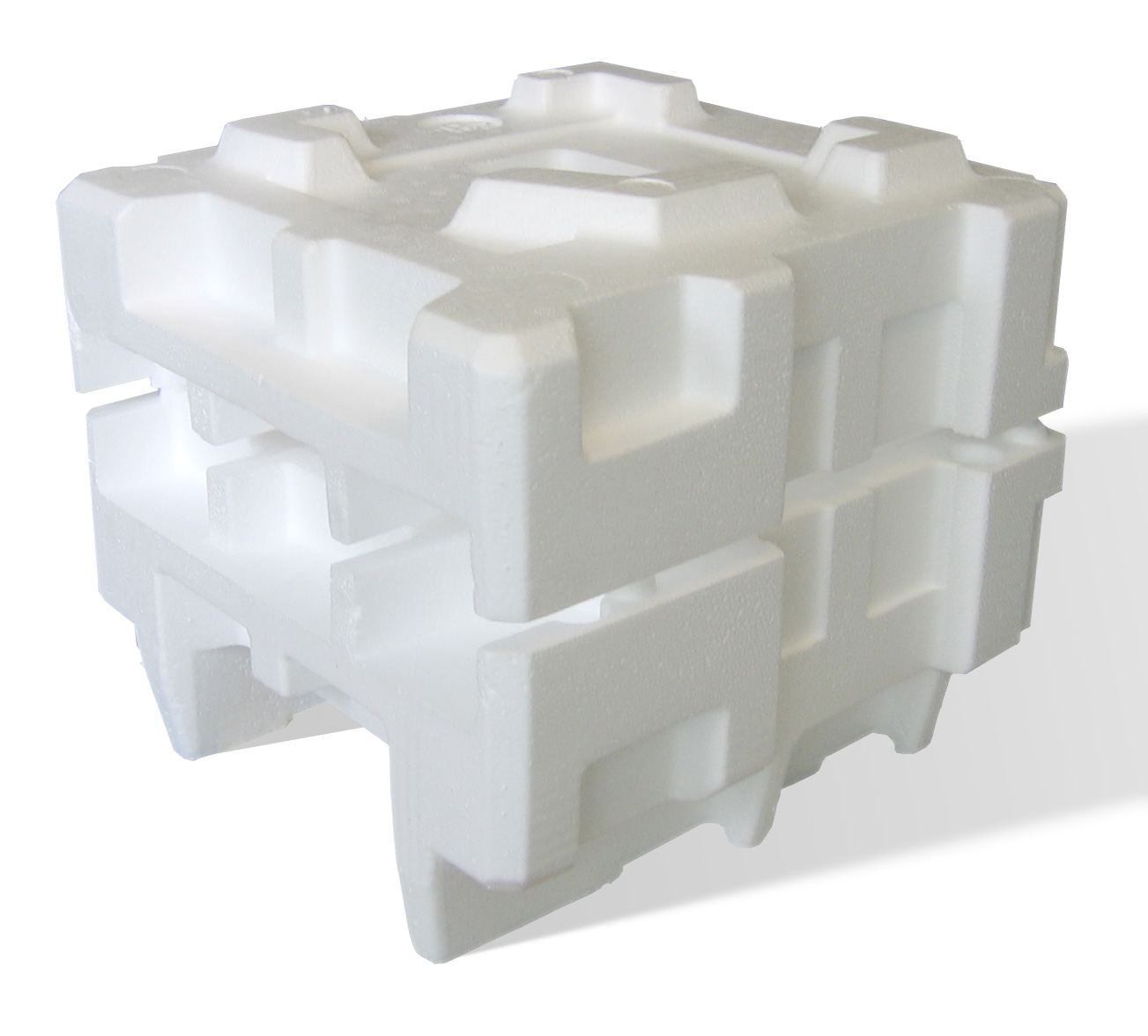
Mousse de polystyrène expansé